# Echium candicans

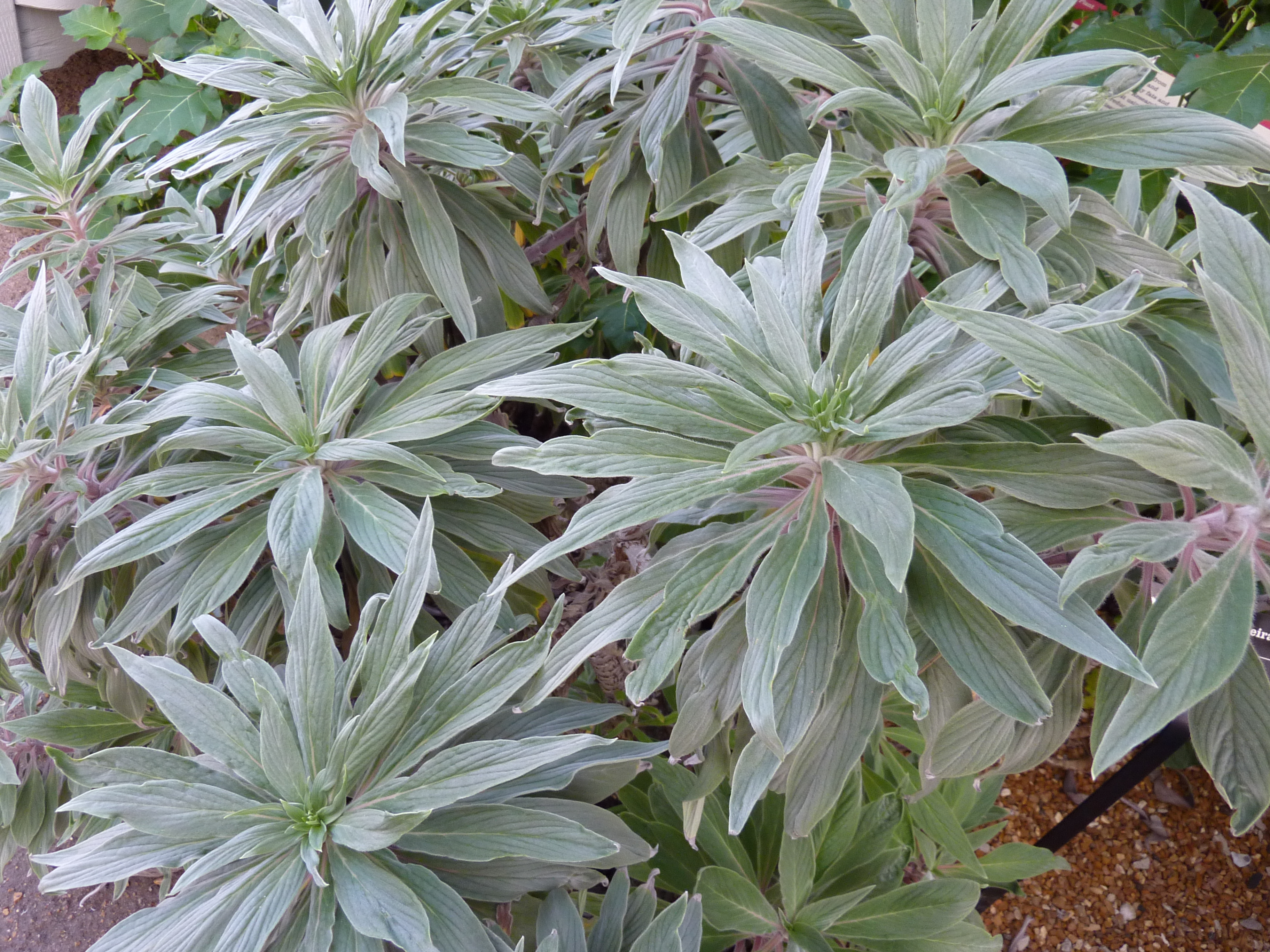
Detall de les rosetes.

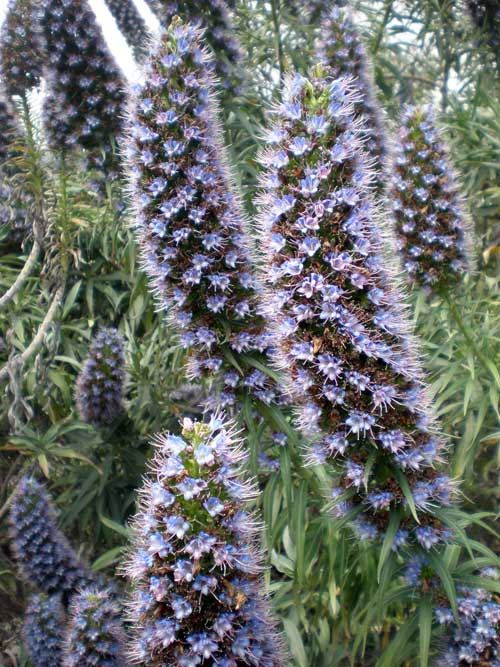
Inflorescències

Echium candicans és una espècie d'arbust de la família de les boraginàcies, nativa de l'arxipèlag de Madeira, creixent a les zones de clima temperat i humit de l'illa, entre els 800-1400 m sobre el nivell del mar, i en alguns casos poden estar a més altitud. És un arbust perennIfoli de fusta tova, que creix fins als 1,5–2,5 m. Les seves flors són d'un color blau safir molt espectacular, que la fan una de les espècies d'èquium més maques. Les seves fulles són piloses i grisenques, amb una venació profunda que li permet la recol·lecció d'aigua per degoteig a l'àpex, característica comuna a altres espècies integrants de la laurisilva. Com en tots els èquiums, les flors creixen al voltant d'un con allargat i central que pot arribar a fer gairebé 2 m d'alçada.